# Paa amerikansk Manér
Paa amerikansk Manér er en amerikansk stumfilm fra 1917 af Frank Lloyd.

## Medvirkende
- William Farnum som William Armstrong
- Jewel Carmen som Claire de Beaulieu
- Bertram Grassby som Gaston
- Willard Louis som M. Moulinet
- Lillian West som Marie Moulinet